# Renacjonalizacja
Renacjonalizacja – powtórna nacjonalizacja, czyli ponowne przejmowanie na rzecz państwa mienia, które kiedyś zostało sprywatyzowane.